# Головін Федір Олексійович
Головін Федір Олексійович (рос. Головин, Фёдор Алексеевич; 9 листопада 1650 — 30 липня (10 серпня) 1706, Глухів, Ніжинський полк, Лівобережна Україна) — російський політик, генерал-фельдмаршал і генерал-адмірал. Один із найближчих сподвижників Петра I.

## Біографія
Федір Головін народився 9 листопада 1650 року. Походив із боярського роду Ховріних-Головіних. Син боярина Олексія Петровича Головіна (1618–1690). Початкову освіту він здобув у батьківському домі. З малих років Федір виявляв допитливість, був вельми сприйнятливий до знань, які протягом усього свого життя успішно вдосконалював. Його письмова російська мова була бездоганною. У дитинстві вивчав латинь. Його вчителем був перекладач Андрій Білобоцький. У старшому віці Федір Олексійович Головін вільно читав класиків і вів листування на латині. Згодом він самостійно вивчив англійську та монгольську.
За переказом цар Олексій Михайлович на смертному одрі заповів Головіну «берегти царевича Петра, як зіницю ока», і під час Повстання стрільців саме Головін відвіз царевича з Москви до Троїцького монастиря. 1676 року став стольником.
За царівни Софії звернув на себе увагу першого міністра В. В. Голіцина і в чині окольничого (1686) був посланий на Амур (в Даури) «для договорів і заспокоєнні сварок китайського богдихана» (врегулювання прикордонного конфлікту в районі Албазинського острога). У 1689 році уклав Нерчинський договір, за яким поступився китайцям річку Амур до притоки Горбиці внаслідок неможливості вести з Китаєм серйозну війну.
Після повернення з посольства наданий посадою Сибірського намісника. Став одним з найближчих помічників нового царя Петра I у справі перетворення Росії. Стверджується, що Головін першим з бояр збрив бороду, чим заслужив схвалення молодого Петра. Провів організаційні та інформаційні роботи з підготовки другого Азовського походу Петра I, під час якого, командуючи авангардом галер, дійшов разом з Петром I по Дону до Азова. У цьому поході перебував у новій для того часу посаді генерал-комісара, що стала згодом основою посади генерал-кригскомісара. За участь у другій Азовській кампанії був нагороджений срібною медаллю й указом Петра I від 27 грудня 1696 (6 січня 1697) отримав у володіння село «Молодівське городище з селами, селян і бобилів 57 дворів з усіма ж угіддя».
Головін відіграв видатну роль у створенні російського флоту. У Великому посольстві (1697 р.) він займав друге місце після Ф. Лефорта. Подорожуючи європейськими столицями, запрошував на російську службу іноземців, готував умови для суднобудівних робіт, після закінчення роботи в посольстві очолив новостворений військовий морський наказ. У його віданні перебувала і Навігацька школа.
У 1699 році, після смерті Ф. Лефорта, Головін одержавши звання генерал-адмірала, став першим кавалером ордена Святого Андрія Первозванного, отримав також у завідування іноземні справи (називався по-новому канцлер) і зайняв перше положення між урядовими особами («перший міністр», за відгуками іноземців). Аж до самої смерті в 1706 році керував російською дипломатією — вів велику дипломатичне листування, зокрема з Й. Р. Паткулем, І. Мазепою і керував діями російських послів. Під наглядом Головіна була створена система дипломатичних представництв Росії за кордоном. У 1704 році підписав від імені царя російсько-польський договір, особисто складав російсько-данський договір, наглядав за демаркацією кордону з турками.

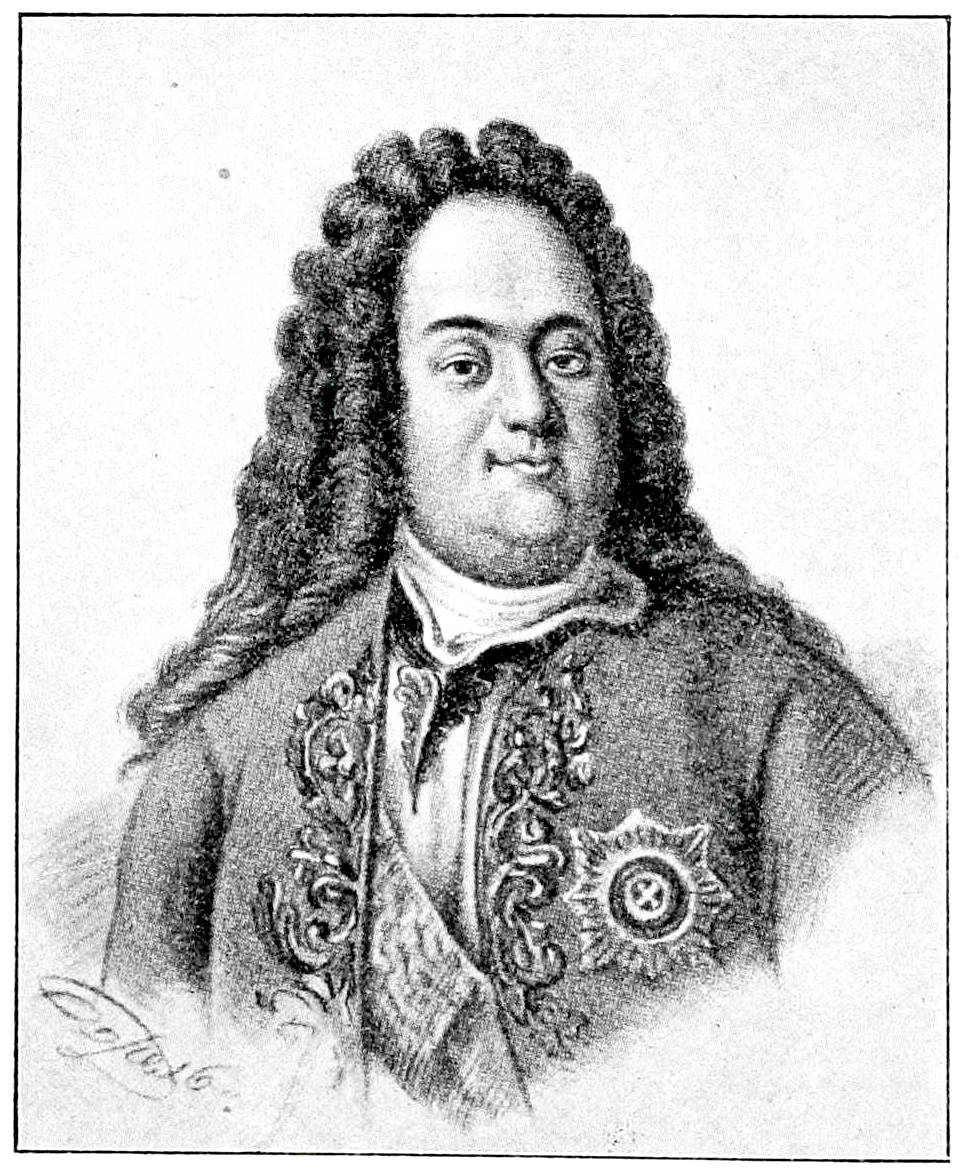
Малюнок із «ВЭС»

До всіх своїх посад 19 серпня 1700 отримав чин генерал-фельдмаршала петровської новонабраної армії, яка з відкриттям війни зі Швецією, проте напередодні битви при Нарві разом з Петром I покинув армію, залишивши командування герцогу де Круа.
Першим з російських сановників грамотою римського імператора Леопольда I, від 5 (16) листопада 1701 року, фельдмаршал, генерал-адмірал Федір Олексійович Головін зведений, зі спадним його потомством, у графську Римської імперії гідність. Від нього походить графська гілка роду Головіних. Найвище веління на прийняття і носіння цього титулу в Росії, друге після О. Д. Меншикова, сталося в листопаді 1702 року.
Влітку 1702 супроводжував царя в Архангельськ, спостерігав за транспортуванням Державною дорогою кораблів, які брали участь в облозі Нотеборга.
У 1703 році був присутній при облозі Ніеншанца. Після битви в гирлі Неви як перший кавалер ордена Святого Андрія Первозванного поклав знаки ордена на царя Петра і його фаворита О. Д. Меншикова.
Помер дорогою до Києва, де перебував цар. Тільки 7 місяців по тому його рештки були доставлені в сімейну усипальницю — Симонов монастир. У 1930 роки монастирський некрополь був знищений разом з надгробком Федора Олексійовича, напис на якому свідчив: 
| Літа від створення світу 7214-го, а від Р. Х. 1706 року, липня 30 дня, на пам'ять Святих Апостолів Сили і Силуана, преставився Його Високографська Ясновельможність Федір Олексійович Головін, Римської Держави Граф, Царської Величності Державний Великий Канцлер і посольських справ верховний Президент, ближній боярин, морського флоту Адмірал, намісник Сибірський і Кавалер чинів: Св. Апостола Андрія, Білого Орла і «Генерозітеї» (Generosite) та ін. Оригінальний текст (рос.) Лѣта отъ сотворенія міра 7214-го, а отъ Р. Х. 1706 года, Іюля 30 дня, на память Святыхъ Апостоловъ Силы и Силуана, преставился Его Высокографское Превосходительство Ѳедоръ Алексеевичъ Головинъ, Римскаго Государства Графъ, Царскаго Величества Государственный Великій Канцлеръ и посольскихъ дѣлъ верховный Президентъ, ближній бояринъ, морскаго флота Адмиралъ, намѣстникъ Сибирскій и Кавалеръ чиновъ: Св. Апостола Андрѣя, Белаго Орла и “Генерозитеі” (Generosite) и пр. |
Головін особливо відзначився тим, що, попри солідний вік, успішно діяв в новому дусі, коли набагато молодші співробітники Петра тільки ще того навчалися. Цар високо цінував Головіна, називав його своїм другом і, сповіщаючи в листі про його смерть, підписався «печаллю переповнений Петро».

## Сім'я і діти
Про матір і дружину цього державного діяча відомостей не збереглося. Висловлено припущення, що дружину звали Катериною. Діти:
- Іван (1682—1708), одружений з дочкою графа Б. П. Шереметєва
- Олександр (1694—1731) — капітан-лейтенант флоту, одружений з дочкою віцеканцлера Петра Шафірова
- Микола (1695—1745) — адмірал, сенатор, одружений із Софією Микитівною Пушкіною; їхня дочка Наталя за фельдмаршалом принцом Гольштинським
- Парасковія (1687—1720), дружина князя Сергія Борисовича Голіцина, бабуся С. Ф. Голіцина.

Головін перебував у родинних стосунках з найвизначнішими сподвижниками Петра I: О. Д. Меншиков був йому свояк, Шереметєв, Шафіров, Б. Голіцин — свати, а П. І. Ягужинський і А. І. Рєпнін припадали сватами його синам.
Його молодший брат Олексій Головін був генерал-майором армії Петра I.
На лівому березі Яузи канцлеру Головіну і його спадкоємцям належала велика ділянка, на якій стояв Головінський палац.

## Пам'ять

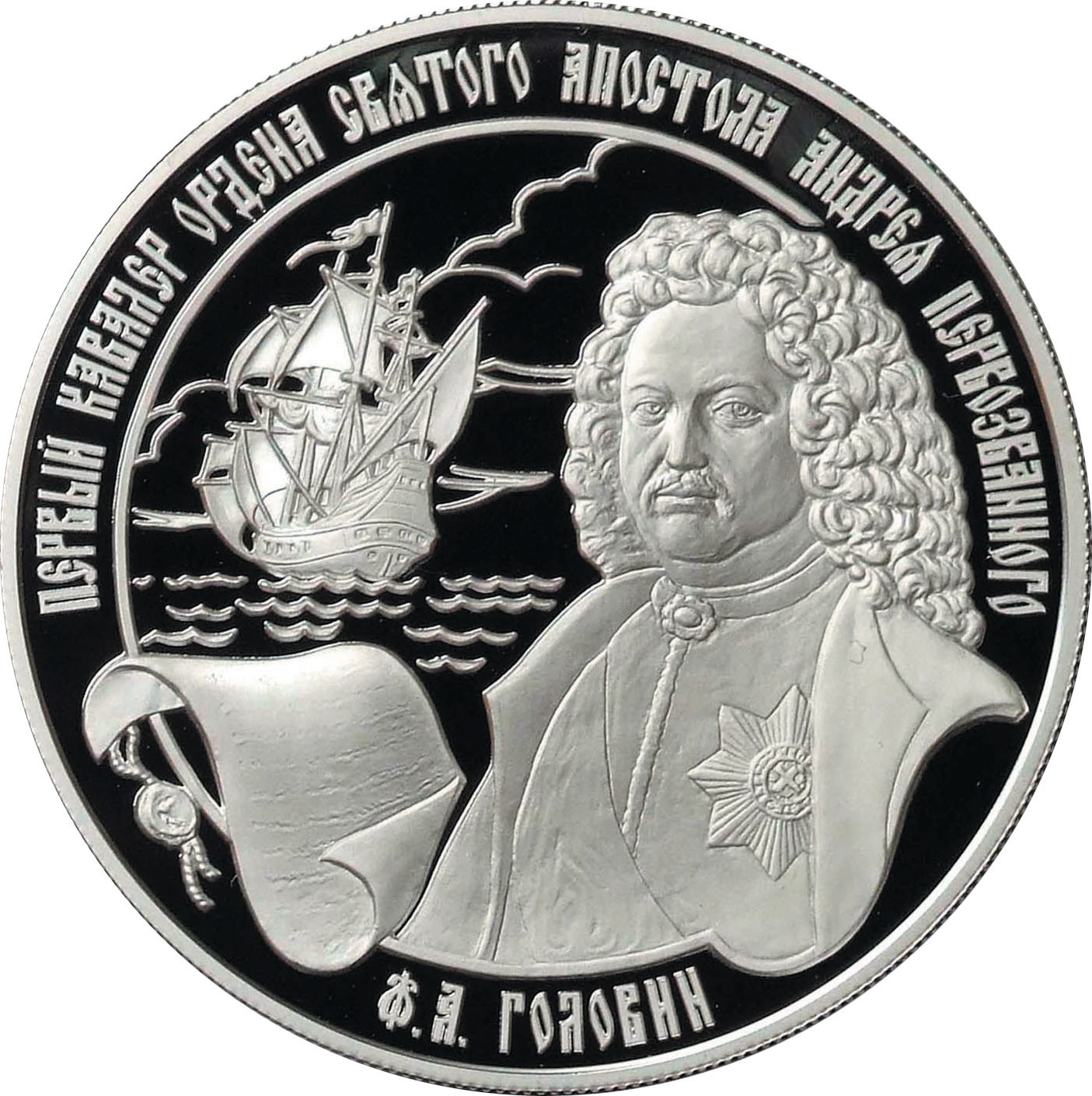
Срібна монета 25 рублів, присвячена Головіну Ф. О.

- Федір Головін згадується у творах художньої літератури — романі О. М. Толстого «Петро I» (1934) і уся Цзінь Юна «Олень і триніжок» (1972), що оповідає про вигадані пригоди Головіна в Цінської імперії.
- Головін вважав своїм небесним покровителем святого Феодора Стратилата. На згадку про Головіну на кордоні з Естонією, на острові Капергольм була побудована каплиця, присвячена святому.
- У 2007 році було проведено ряд пам'ятних заходів у Москві, Калінінграді, Ростові-на-Дону та Азові[12]. Перед орденським Андріївським собором в Петербурзі встановлено бюст Головіна як першого кавалера ордена Андрія Первозванного[13].
- У 2007 році Банк Росії випустив срібну монету номіналом 25 рублів, присвячену Ф. О. Головіну.
- У вересні 2017 року в Улан-Уде на горі Батарейній встановлено меморіальну дошку для увічнення пам'яті Ф. О. Головіна[14].
- Ім'я «Федір Головін» носить корабель зв'язку Балтійського флоту ВМФ Росії.
- Ім'я Федора Головіна носить одна з вулиць м. Воронежа.